# B71 Sandoy
B71 Sandoy (Bóltfelagið 1971) er en færøsk fodboldklub, som blev etableret den 1. januar 1970. De vandt det færøske mesterskab i 1989. Sidste gang de spillede i Færøernes top-division var i 2011, da de endte på sidste pladsen og rykkede ned i 1. deild. To år senere, i 2013, endte de på sidstepladsen i 1. deild og rykkede ned i 2. deild, hvor de spillede i 2014 og endte på andenplads og rykkede op i 1. deild igen,  hvor de spillede i 2015, rykkede ned igen i 2016, rykkede op igen i 2017 og har spillet der i 2018, 2019 og 2020, hvor de sluttede på en 8. plads.
B71's hjemmebane er Inni í Dal, som ligger midtvejs mellem øens større bygder Sandur og Skopun. Fodboldbanen blev bygget samtidig med at øen fik en fællesskole for børn fra hele øen, fodboldbanen ligger lige ved siden af skolen. I 2011-2012 blev en idrætshal også bygget samme sted.